# 1992 en santé et médecine
| Années de la santé et de la médecine : 1989 - 1990 - 1991 - 1992 - 1993 - 1994 - 1995    |
| Décennies de la santé et de la médecine : 1960 - 1970 - 1980 - 1990 - 2000 - 2010 - 2020 |

Cet article présente les faits marquants de l'année 1992 en santé et médecine.

## Évènements
- Une épidémie de poliomyélite survient aux Pays-Bas à partir du village de Streefkerk, situé dans le Bijbelgordel. Elle comptera au total 71 cas dont 2 décès et 59 paralysés, tous chez des personnes opposées à la vaccination. Le nombre des personnes infectées a été estimé à 54000[1].

## Décès
- 1er février : Jean Hamburger (né en 1909), médecin et essayiste français.
- 2 septembre : Barbara McClintock (née en 1902), cytogénéticienne américaine, lauréate du prix Nobel de médecine en 1983, « pour sa découverte des éléments génétiques mobiles[2] ».